# Canon EOS 30D
Máy ảnh Canon EOS 30D là một máy ảnh kỹ thuật số ống kính đơn phản xạ bán chuyên nghiệp với độ phân giải 8.2 megapixel. Canon giới thiệu máy ảnh 30D lần đầu tiên vào ngày 21 tháng 2 năm 2006.
Loại máy ảnh 30D được thay thế bằng máy ảnh 40D 1 năm rưỡi sau đó.

## Cải tiến
So với 20D, 30D có thiết kế tương tự và không có cải tiến nhiều về kỹ thuật (tốc độ chụp không thay đổi - 5 hình/giây). Các ưu điểm của 30D so với 20D là màn hình rộng hơn (2,5 so với 1,8 inch), khả năng chụp liên tiếp nhiều ảnh hơn (30 so với 23 ảnh JPEG và 11 so với 6 ảnh RAW).

## Ảnh chụp bởi Canon EOS 30D

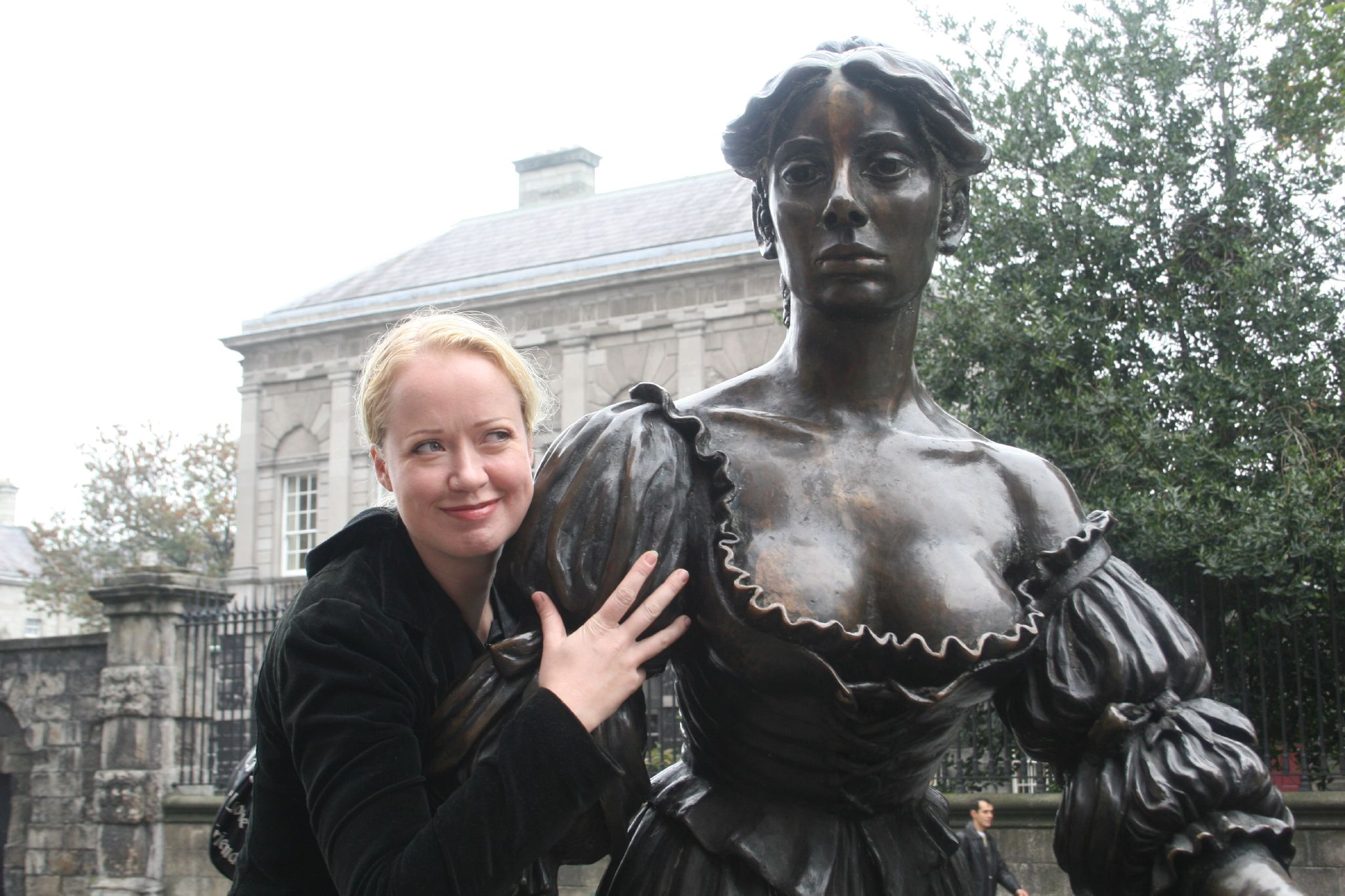
Åsa & Molly Malone

## Thông số kỹ thuật
- Số điểm ảnh hiệu dụng:	8,2 megapixel
- Màn hình LCD 2,5 inch (63 mm)
- 9 điểm lấy nét
- Tích hợp đèn sáng
- Hệ thống làm sạch cảm biến
- Độ nhạy sáng (ISO):100-3200
- Chụp liên tiếp: 5 khung hình/giây
- Sử dụng ông kính EF/EF-S
- Chuẩn giao tiếp: USB. Video Out (NTSC/PAL)
- Định dạng file ảnh: JPEG, RAW
- Loại pin sử dụng: BP-511/BP-511A hay BP-512/BP-514
- Loại thẻ nhớ: thẻ CF hoặc Microdrive
- Trọng lượng: 700 g